# Joseph von Lassberg
Joseph Maria Christoph von Lassberg (tyska: Laßberg), född 10 april 1770 i Donaueschingen, död 15 mars 1855 i Meersburg, var en tysk friherre, germanist och skriftställare.
Lassberg var 1804–1817 chef för forstväsendet i furstliga huset Fürstenbergs besittningar. Han utgav bland annat Liedersaal, das ist Sammlung altdeutscher Gedichte aus ungedruckten Quellen (fyra band, 1820–1825; det fjärde innehåller den Hohenemsska handskriften av "Nibelungenlied"). Han utgav även en edition av "Schwabenspiegel" (1840). Lassbergs brevväxling med Ludwig Uhland (ur Franz Pfeiffers kvarlåtenskap) trycktes 1870.